# Henschel Flugmotorenbau
Die Henschel Flugmotorenbau GmbH (HFM) war eine Tochtergesellschaft von Henschel & Sohn zur Herstellung und Reparatur von Flugmotoren. Das 1936 gegründete Unternehmen wurde im Lohwald zwischen Altenbauna und Rengershausen neu errichtet. Im Zweiten Weltkrieg entwickelte sich HFM zu einem der umsatzstärksten und größten Produzenten von Flugmotoren für die Luftwaffe der Wehrmacht. Im Verlauf des Krieges wurde zur Aufrechterhaltung und Steigerung der Produktion eine hohe Anzahl an Kriegsgefangenen sowie Fremd- und Zwangsarbeitern eingesetzt. Nach der Abwicklung der HFM wurde das Werksgelände 1957 an die Volkswagenwerk GmbH verkauft, die auf dem Gelände das VW-Werk Kassel errichtete.

## Geschichte

### Entstehung und Gründung
Unter der Leitung von Oscar Robert Henschel hatte sich Henschel & Sohn Ende der 1920er Jahre zu einer festen Größe im Lokomotivbau entwickelt. In dieser Zeit erweiterte das Unternehmen seine Produktion durch den Einstieg in den Lastkraftwagen- und Omnibusbau. Im Rahmen der schlechten wirtschaftlichen Lage während der Weltwirtschaftskrise und der geheimen Wiederaufrüstung Deutschlands erfolgte in den 1930er Jahren eine Neuausrichtung des Betriebes. Darunter fiel die Abstoßung der Beteiligung an den Rheinisch-Westfälischen Kohlezechen und der Henrichshütte wie auch die kurzweilige Umformung der Firma in eine Aktiengesellschaft. Das Unternehmen konzentrierte sich nun, entgegen dem Verbot durch den Friedensvertrag von Versailles, zunehmend auf die Entwicklung und Produktion von militärischen Gütern.
Neben der Entwicklung von Panzern existierten seit 1931 konkrete Pläne, in den Flugzeugbau einzusteigen und von weiteren lukrativen Wehraufträgen zu profitieren.
Für die Umsetzung dieser Vorhaben plante Henschel & Sohn schließlich die Übernahme eines Flugzeugproduzenten. Ein besonderes Interesse galt dabei dem Junkers-Flugzeugwerk, das in der Lage war, Flugzeuge in hoher Stückzahl zu fertigen und sich in der Nähe zum eigenen Firmensitz in Kassel befand. Nachdem die Verhandlungen 1932 gescheitert waren und auch bei anderen Unternehmen wie der Focke-Wulf-Flugzeugbau AG keine Beteiligung zu Stande gekommen war, begann Henschel & Sohn mithilfe des erfahrenen Flugzeugbau-Direktors Walter Hormel den Aufbau eines eigenen Werkes. Obwohl das Kassler Unternehmen schließlich am 31. März 1933 die Henschel Flugzeug-Werke AG (HFW) in Kassel gründete, befanden sich die ersten Produktionsstätten in politischer Nähe zum Reichsluftfahrtministerium (RLM) in einer ehemaligen Waggonfabrik in Berlin-Johannisthal. Vor Ort begann bereits gegen Ende des Jahres die Produktion der ersten Militärflugzeuge und im Oktober 1934 vergrößerten sich die Henschel Flugzeugwerke durch den Aufbau eines weiteren Werkes in Berlin-Schönefeld.
Die benötigten Flugzeugmotoren wurden behelfsmäßig in der Lokfabrik des Kassler Stammwerks gefertigt. Angesichts dieser ungünstigen Umstände entschied sich die Leitung dazu, auch in der Nähe Kassels nach geeigneten Orten für den Flugzeugbau zu suchen, die zum einen eine gute Infrastruktur wie auch eine mögliche Tarnung des Geländes zuließen. Die Wahl fiel schließlich auf ein 135,37 Hektar großes Waldstück der Gemeinde Altenbauna. Bereits am 13. Juli 1936 kam es zu einem vertraulichen Gespräch zwischen dem Kreisbauernführer und Henschel-Vertretern. Allein für das Werksgelände mussten dabei zahlreiche Landbesitzer und Anteilshaber ihr Land an die Flugzeugbauer abtreten. Hierbei konnte sich das Unternehmen auf die Unterstützung des RLM verlassen, das zu Enteignungsverfahren bereit war. Am 9. November 1937 erfolgte die Grundsteinlegung des Werkes. Während das RLM dem Aufbau der Berliner Werke noch skeptisch gegenüberstand, unterstützte es das Baunataler Werk von Anfang an. So wurde neben der Hälfte des Stammkapitals in Höhe von 20.000 Reichsmark auch die Entschädigung für die Landeigentümer über das Reichsluftfahrtministerium vorfinanziert. Die staatliche Beteiligung an dem Unternehmen erhöhte sich bis 1939 auf 12 Millionen Reichsmark, bis Henschel & Sohn 1941 die Anleihen wieder zurückkaufte. Weitere finanzielle Unterstützung erhielt das Werk durch Kredite und Vorfinanzierungen der staatlichen Aufträge, so dass bis Kriegsende insgesamt 18 Millionen Reichsmark als zinslose Betriebsmittelkredite gewährt wurden.
Genaue Zahlen zum Umfang der Produktion vor Kriegsbeginn sind zwar nicht bekannt, jedoch existierte eine hohe Nachfrage nach Flugmotoren seit dem Einsatz von Flugzeugen im Spanischen Bürgerkrieg. Da andere Hersteller wie Daimler-Benz diese allein nicht erfüllten, half Henschel als Lizenznehmer aus und fertigte ab 1937 die Daimler-Benz-Triebwerke DB 601, 603, 605 und 610.

### Das Flugmotorenwerk während des Zweiten Weltkrieges
Mit dem Beginn des Zweiten Weltkriegs steigerte sich die Nachfrage nach Flugzeugmotoren abermals. Diese hohe Nachfrage konnte nur durch die Optimierung der Produktion und eine Reihe von weiteren Maßnahmen erfüllt werden: Das Unternehmen sorgte im Februar 1941 für eine Anbindung des Werksgeländes an das Kasseler Straßenbahnnetz. Weiterhin wurde die wöchentliche Arbeitszeit ab Kriegsbeginn von 48 auf 60 Stunden erhöht und zusätzliche Sonderschichten an Sonntagen eingeführt. Zusätzlich fand eine verstärkte Mobilisierung der einheimischen Arbeitskräfte statt, und es wurden verstärkt Arbeiter aus anderen Regionen oder aus nicht kriegswichtigen Bereichen eingestellt. Auch versuchte man Frauen für die Arbeit zu gewinnen. Kurzzeitig hatte Henschel & Sohn auch die Kontrolle über ein Flugzeugwerk in der polnischen Stadt Rzeszów, das zum Ausgleich für interne Engpässe bei der Teilefertigung genutzt wurde. Ausschlaggebend für die Aufrechterhaltung und Steigerung der Produktion war jedoch besonders der Einsatz von ausländischen Arbeitskräften und Kriegsgefangenen.
Seit Kriegsbeginn wurden im „Dritten Reich“ immer mehr Zwangsarbeiter und Kriegsgefangene in Industrie, Handwerk und Landwirtschaft eingesetzt. Während anfänglich noch vereinzelt freiwillige Zivilarbeiter mit zahlreichen Versprechen angeworben werden konnten, erwiesen sich diese bald als leere Versprechen und die schlechte Behandlung sorgte dafür, dass kaum freiwillige Arbeiter verpflichtet werden konnten. Von den insgesamt acht bis zehn Millionen Menschen aus den besetzten Ländern entfielen allein auf Kassel zwischen 20.000 bis 25.000, die meist in Industrie, Landwirtschaft eingesetzt wurden. Auch in Altenbauna waren im Flugmotorenwerk zahlreiche Zwangsarbeiter beschäftigt. Dabei waren ausländische Arbeiter in den Betrieben von Henschel & Sohn anfänglich vor allem zum Ausgleich von ausscheidenden Arbeitnehmern gedacht. Aufgrund des starken Arbeitskräftemangels, da zahlreiche Arbeitskräfte zur Wehrmacht eingezogen wurden und gleichzeitig die Produktion zur Aufrechterhaltung der Kriegswirtschaft gesteigert werden sollte, wurden sie im Krieg als billige Arbeitskräfte zu einer festen Planungsgröße, und ihre Anzahl stieg immer weiter an.
Die Unterbringung von Fremdarbeitern erfolgte innerhalb von großen Barackenlagern. Diese Lager waren meist einem bestimmten Betrieb zugeordnet, der auch die Lagerleitung stellte. Henschel & Sohn und seine Tochtergesellschaften verwalteten etwa zehn bis elf solcher Lager in und um Kassel. Ein Großteil der Fremdarbeiter der Flugmotorenbau GmbH war in dem Barackenlager Mattenberg untergebracht. Es gilt mit 54 Baracken als das wahrscheinlich zweitgrößte Lager Kassels. In dem Lager lebten über 6000 Menschen unterschiedlichster Herkunft, darunter etwa 400 Kinder. Ein Kindergarten und ein gesonderter Bereich für sowjetische Kriegsgefangene waren Teil des Lagers. Frauen und Männer lebten getrennt voneinander und Baracken waren nach Nationalitäten unterteilt.
Für die Fremdarbeiter galt ein umfangreiches Straf- und Disziplinierungssystem, das von Einbehalten von Lohn und Nahrungsrationen bis zur Schutzhaft, Deportation in ein KZ oder standrechtliche Erschießung reichte. Als Teil der Deutschen Arbeitsfront wurden die Barackenlager und der Arbeitsplatz durch die Werkscharmänner kontrolliert. Im Krieg bestand die Werkschar des Flugmotorenwerks aus 21 Männern, die im Lager der Fremdarbeiter lebten und paramilitärisch ausgebildet waren. Trotzdem kam es immer wieder zu Protestaktionen, Arbeitsverweigerung und Fluchtversuchen.
Die ausländischen Arbeiter wurden entweder überhaupt nicht entlohnt oder erhielten nur einen Bruchteil dessen, was deutsche Arbeitskräfte für ihre Arbeit verdienten. Auch waren sie von den meisten Arbeitsschutzmaßnahmen ausgenommen. Diese Umstände sorgten dafür, dass sich auch bei Henschel & Sohn der Einsatz von fremden Arbeitern durchsetzte, der dem Unternehmen seine starke Expansion in den Kriegsjahren erlaubte.
Die enorme Nachfrage nach billigen Arbeitskräften zeigt sich darin, dass trotz der staatlichen Zuweisung von Zwangsarbeitern Henschel eigene Anwerbungen durchführte. In Paris wurde hierfür ein eigenes Büro unterhalten. Im Jahr 1943 wuchs die Anzahl der Fremdarbeiter auf 13.000 an, die somit über die Hälfte aller Beschäftigten von Henschel & Sohn stellten. Auch im Flugmotorenwerk in Altenbauna lässt sich diese Entwicklung feststellen. Während es im Jahr 1941 erst 1000 Beschäftigte waren, wuchs diese Zahl bis zum Jahr 1944 auf 4700 Fremdarbeiter.
Das Werk wurde im späteren Verlauf des Krieges wiederholt zum Ziel von Bombenangriffen, die die Produktionszahlen aber nur selten beeinflussten. Obgleich Produktionshallen getroffen wurden, zerstörten die Bomben nur selten Maschinen. War dies der Fall, ersetzte das Unternehmen diese bald oder verlagerte die Produktion. Bereits kurze Zeit nach den ersten Bombenangriffen auf das Werk hatte das Reichsluftfahrtministerium eine vollständige Verlagerung der Produktionsstätten veranlasst. In den kommenden Jahren wurden immer weitere Teile der Produktion in die umliegenden nordhessischen Orte Hersfeld, Holzhausen, Melsungen, Remsfeld, Waldeck, Wega und Ziegenhain verlegt. In diesen ausgelagerten Produktionsstätten waren anfänglich etwa 2321 Arbeitskräfte tätig, zum Ende des Krieges arbeiteten etwa 3537 Beschäftigte in den umliegenden Betrieben. Während des Zweiten Weltkrieges wurden insgesamt über 14.000 Flugmotoren von der HFM GmbH hergestellt, was einem Anteil von 11,7 % entspricht. Damit war das Werk bei weitem der größte Hersteller von Flugzeugmotoren während des Zweiten Weltkrieges, da viele der anderen Hersteller unter einer Stückzahl von 6000 Motoren verblieben.
Entwicklung der Produktionszahlen
Flugzeugmotor-Produktion bei der Henschel Flugmotorenbau GmbH von 1939 bis 1945:
| Jahr  | Stückzahl |
| ----- | --------- |
| 1939  | ca. 700   |
| 1940  | 993       |
| 1941  | 1283      |
| 1942  | 1986      |
| 1943  | 3345      |
| 1944  | 5313      |
| 1945  | 1093      |
| Summe | 14713     |

### Nachkriegszeit
Mit dem Ende des Zweiten Weltkrieges fiel die Aufsicht über das Werk an die amerikanische Militärregierung. Entgegen den Beschlüssen des Potsdamer Abkommens zur Demilitarisierung wurden nur vereinzelte Maschinen und Anlagen der Henschel Flugmotorenbau GmbH demontiert, während die Mehrzahl der anderen hessischen Rüstungsproduzenten nahezu vollständig demontiert wurde. Stattdessen wurde das Unternehmen schon bald mit der Instandhaltung und Reparatur amerikanischer Militärfahrzeuge beauftragt. In den folgenden Jahren handelte Henschel überwiegend mit Omnibussen, Lastkraftwagen und Schwermaschinen. Ende der 1950er Jahre verschlechterte sich die wirtschaftliche Lage des Familienunternehmens so weit, dass ein Vergleichsverfahren eröffnet wurde und die Familie aus dem Unternehmen ausschied. Ein Eigentümerkonsortium (u. a. Fritz-Aurel Goergen) übernahm die Firma, schloss diverse unprofitable Sparten und setzte neue Schwerpunkte. Neben Schwer- und Werkzeugmaschinen zählten hierzu auch amerikanische Lizenzaufträge. Im Jahr 1957 leitete der eingesetzte Wirtschaftsprüfer Johannes Semler schließlich den Verkauf des ehemaligen Henschel-Flugmotorenwerkes ein. Das Betriebsgelände wurde am 5. Oktober 1957 für 6,5 Millionen DM an die Volkswagenwerk GmbH verkauft, die dort unter der Leitung von Rudolf Leiding das Volkswagenwerk Kassel aufbaute.